# Perina pura
Perina pura är en fjärilsart som beskrevs av Walker 1869. Perina pura ingår i släktet Perina, och familjen tofsspinnare. Inga underarter finns listade i Catalogue of Life.